# 劉羽庭
劉羽庭（Yu Ting；1996年1月12日—），藝名雨婷，台灣女藝人，台灣女子團體A'N'D副唱、門面擔當。於2014年11月19日以七人女團A'N'D發行首張同名單曲《Angel and Devil》正式出道。曾拍攝終極惡女。粉絲名為「小雨滴」，2020年3月起開始成為娛樂百分百的《凹嗚狼人殺》單元來賓。

## 音樂作品

### 合作歌曲
| 年份   | 日期    | 歌曲名稱                    | 合唱歌手                     | 作詞                         | 作曲                         | 收錄專輯 | 附註 |
| 2023年 | 4月12日 | 愛理不理 Ariel Doesn’t Care | 楊士弘、雨婷、龔言脩、艾莉兒 | 楊士弘、雨婷、龔言脩、艾莉兒 | 楊士弘、雨婷、龔言脩、艾莉兒 | /        |      |

## 影視作品

### 戲劇
| 年份       | 播出頻道   | 戲劇名稱                   | 角色     |
| ---------- | ---------- | -------------------------- | -------- |
| 2014年3月  | 八大綜合台 | 麻辣教師GTO 台灣篇         | 客串     |
| 2014年6月  | 八大電視台 | 終極X宿舍                  | 練舞少女 |
| 2014年11月 | 八大綜合台 | 終極惡女                   | 香凝     |
| 2016年7月  | 播吧       | 我要讓你愛上我             | 許君怡   |
| 2016年11月 | 富士電視台 | 有喜歡的人 台湾篇 心有所屬 | Lulu     |
| 2024年9月  | 八大戲劇台 | 妳是我的姐妹               | 女神嘎嘎 |

### MV
| 年份       | 歌手   | 歌名             | 導演   |
| ---------- | ------ | ---------------- | ------ |
| 2021年10月 | 龔言脩 | 離心臟最近的距離 | 蘇尚珄 |

## 廣告/代言/宣傳大使
- 2021 露得清

## 獎項
| 年份 | 活動名稱                                     | 項目           | 結果 |
| 2020 | 《娛樂百分百》凹嗚狼人殺頒獎典禮             | 年度潛力新人獎 | 獲獎 |
| 2022 | 《娛樂百分百》凹嗚狼人殺2022年第二屆季冠軍賽 | 季冠軍         | 獲獎 |

## 外部連結
- 劉羽庭的Facebook專頁
- 劉羽庭的Instagram帳戶
- 雨婷Yuting個人官方Threads

- Yu-Ting Liu